# تفجير دونيتسك 2022
كان تفجير دونيتسك عام 2022 هجومًا صاروخيًا في وسط دونيتسك بأوكرانيا خلال الغزو الروسي لأوكرانيا، قالت سلطات جمهورية دونيتسك الشعبية أن القوات الأوكرانية نفذته. وقع الهجوم في حوالي الساعة 11:31 بالتوقيت المحلي يوم 14 مارس 2022، واستهدف شارع يونيفرسيتسكايا وشارع أرتيوما في وسط دونيتسك. ذكرت المعلومات الأولية التي قدمها مسؤولو جمهورية دونيتسك الشعبية أن الهجوم خلف 20 مدنيا قتيلا و9 جرحى. فيما بعد ارتفع عدد القتلى إلى 23 و28 جريحًا.
وألقت السلطات الأوكرانية باللوم على روسيا في الهجوم، مشيرة إلى أنها كانت عملية راية كاذبة لتغطية مقتل المدنيين على أيدي القوات الروسية في خاركيف وإربين وميكولايف. وزعمت أن الانفجار وقع على ما يبدو من جسم ثابت. وقالت سلطات جمهورية دونيتسك الشعبية إن الهجوم تم بواسطة نظام الصواريخ التكتيكية أو تي آر-21 توشكا الذي تستخدمه القوات الأوكرانية، والذي أسقطته القوات المسلحة جمهورية دونيتسك الشعبية.